# Нижнеаташево
Нижнеаташево (баш. Түбәнге Аташ) — село в Дюртюлинском районе Республики Башкортостан Российской Федерации. Входит в состав Семилетовского сельсовета.

## География

### Географическое положение
Расстояние до:
- районного центра (Дюртюли): 18 км,
- ближайшей ж/д станции (Буздяк): 137 км.

## История
В «Списке населенных мест по сведениям 1870 года», изданном в 1877 году, населённый пункт упомянут как деревня Нижняя Аташева 4-го стана Бирского уезда Уфимской губернии. Располагалась при речке Куваше, по левую сторону почтового тракта из Бирска в Мензелинск, в 61 версте от уездного города Бирска и в 17 верстах от становой квартиры в деревне Дюртюли. В деревне, в 86 дворах жили 499 человек (246 мужчин и 253 женщины, мещеряки), были 2 мечети, училище, водяная мельница. Жители занимались земледелием, скотоводством.

## Население
| 2002 | 2009 | 2010 |
| ---- | ---- | ---- |
| 465  | ↗473 | ↗521 |

Согласно переписи 2002 года, преобладающие национальности — башкиры (60 %), татары (37 %).

## Религия
В селе есть мечеть.